# Dub ve Veltrubském luhu
Dub ve Veltrubském luhu (Quercus robur) je památný strom, který roste v přírodní rezervaci Veltrubský luh, v lokalitě nazývané
na starém přelovu, v lesním oddělení 37 e1 polesí Libice, číslo parcely 206/2.

## Základní údaje
- název: Dub ve Veltrubském luhu (Dub na starém přelovu)
- výška: 35 metrů[1]
- obvod: 485 centimetrů[1]
- věk: neuveden
- nadmořská výška: asi 191 metrů
- umístění: Středočeský kraj, okres Kolín, obec Veltruby, v přírodní rezervaci Veltrubský luh

## Poloha, popis a stav stromu
Dub letní nazývaný dub ve Veltrubském luhu nebo dub na starém přelovu (takto je označen např. na mapy.cz) roste v přírodní rezervaci Veltrubský luh, obklopen poměrně hustým porostem, přibližně 100 metrů západně od rozcestníku turistických značených cest
Veltrubský luh – př. rez. Nedaleko se nachází též mrtvá ramena Labe, současné koryto Labe je necelých 200 metrů západně od stromu. Centrum obce Veltruby je vzdáleno asi 1,7 kilometru přibližně východním směrem. Strom je dobrém stavu.

## Další památné stromy v okolí
V nepříliš vzdáleném okolí se nachází několik dalších památných stromů.
- Veltrubská lípa: v centru obce Veltruby roste u božích muk památná lípa malolistá (Tilia cordata), která má obvod kmene asi 322 centimetrů a výšku 21 metrů.[2] Její ochrana byla vyhlášena rovněž v roce 1983. Od dubu je vzdálena asi 1,6 km přibližně východním směrem.

- Oldřišský dub je vzdálen asi 1,6 kilometru přibližně severozápadním směrem, rostl u obce Pňov. V bezprostřední blízkosti dubu vede naučná stezka Pňovský luh. Dub letní měl mohutný kmen (obvod 683 centimetrů) a výšku přibližně 20 metrů. V současnosti je již mrtvý, ležící kmen je dále chráněn.[3]

## Fotogalerie

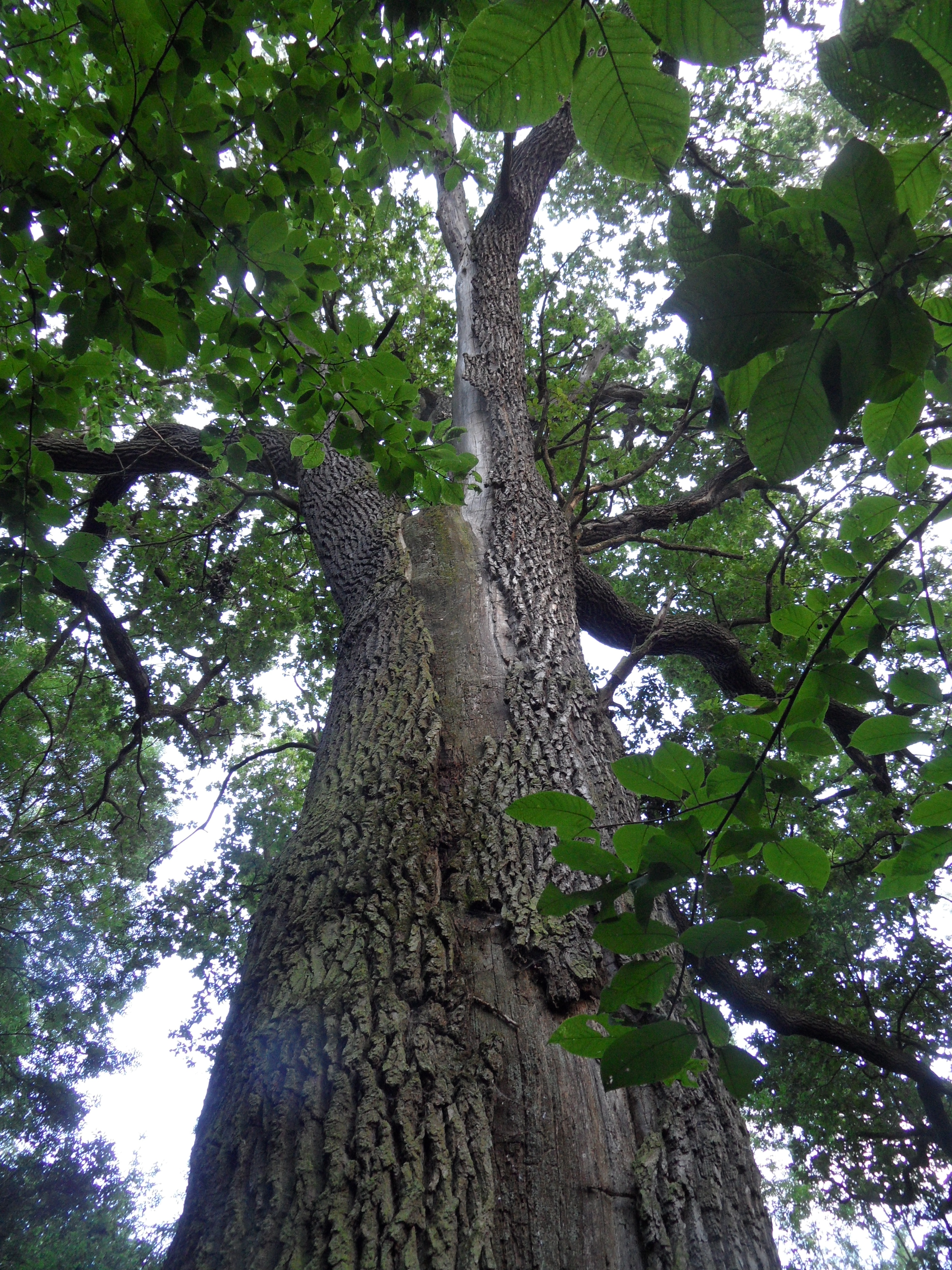
Detail kmene
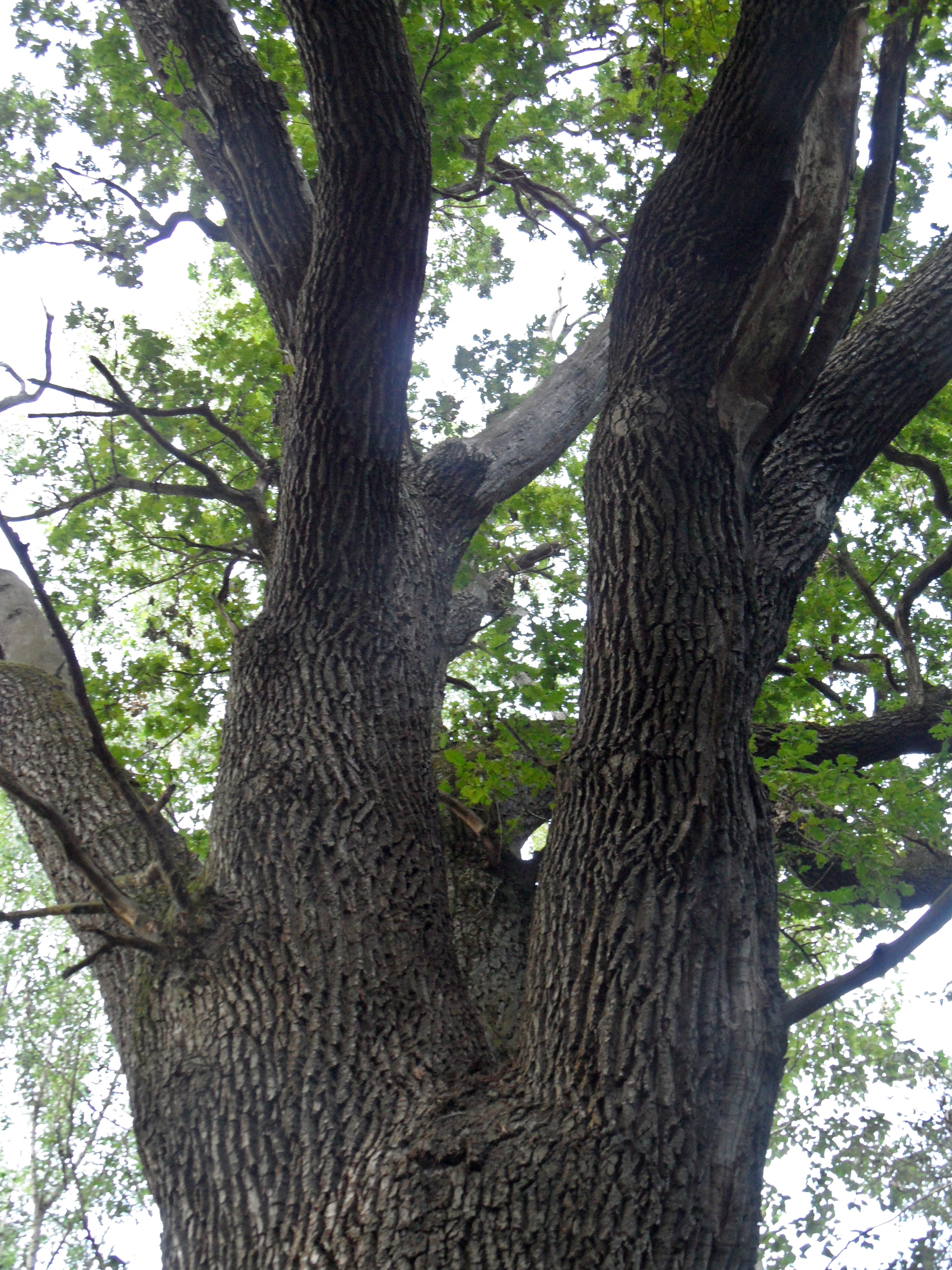
Detail hlavních větví
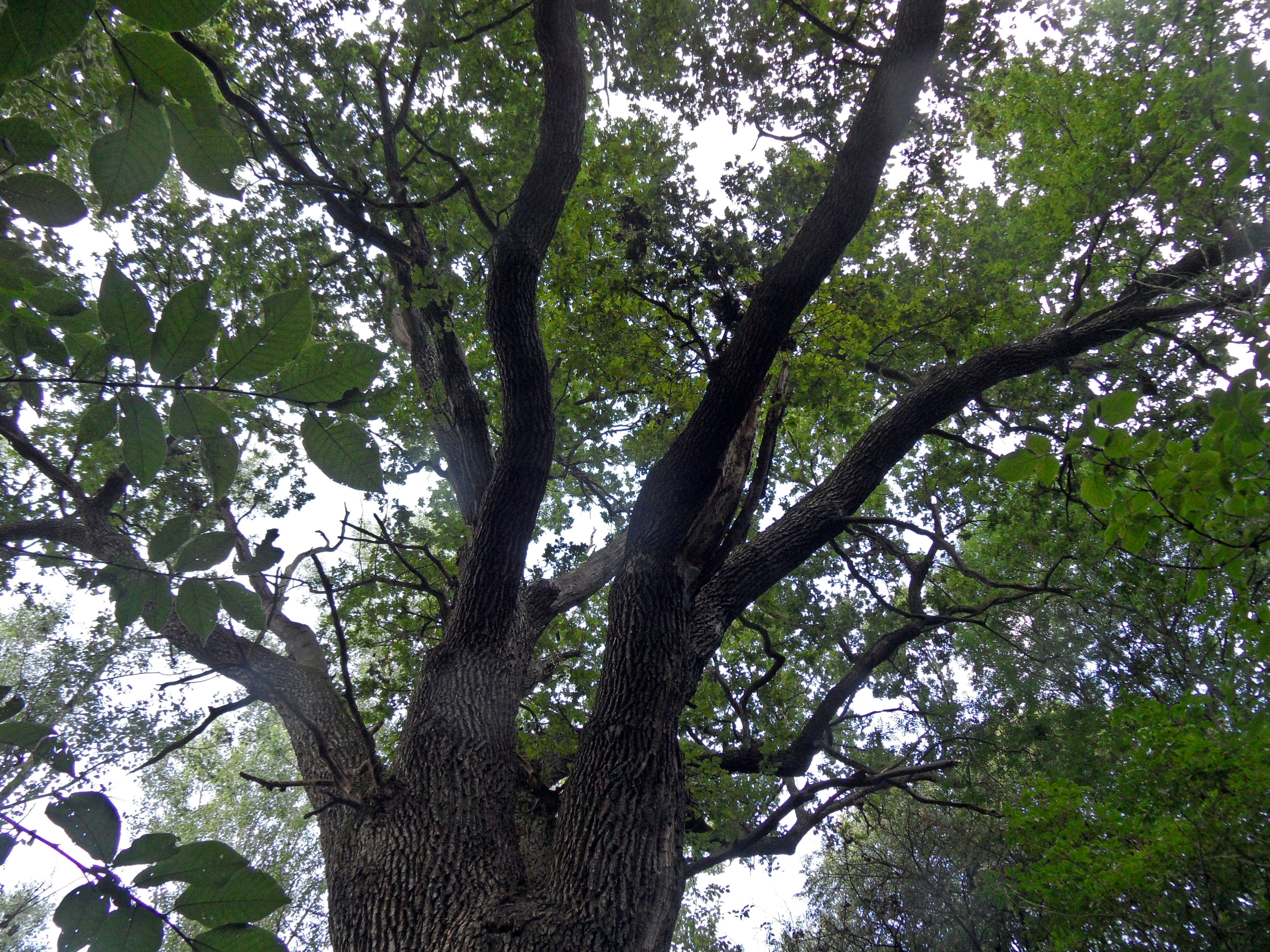
Detail hlavních větví